# Poonch (stad)
Poonch is een stad en gemeente in het Indiase unieterritorium Jammu en Kasjmir. Het is de hoofdplaats van het gelijknamige district Poonch en ligt aan een rivier die eveneens de naam Poonch draagt. Nabij de stad ligt de Line of Control, de betwiste grens tussen India en Pakistan.

## Demografie
Volgens de Indiase volkstelling van 2001 wonen er 23.442 mensen in Poonch, waarvan 56% mannelijk en 44% vrouwelijk is. De plaats heeft een alfabetiseringsgraad van 79%.